# Krawczyk jasnolicy
Krawczyk jasnolicy (Orthotomus chaktomuk) – gatunek małego ptaka z rodziny chwastówkowatych (Cisticolidae). Został odkryty w 2009 roku i naukowo opisany w roku 2013. Występuje endemicznie w Kambodży.

## Znaczenie nazwy naukowej
W języku khmerskim słowo chaktomuk oznacza „o czterech twarzach”. Odnosi się to do rzek Tonle Sap, Bassac i Mekong, które łącząc się w Phnom Penh tworzą kształt podobny do X. Z tego powodu miasto to dawniej było zwane Krong Chaktomuk, Miasto o czterech twarzach.

## Zasięg występowania
Gatunek ten został odkryty w 2009 roku w trakcie badań nad ptakami zarażonymi ptasią grypą. 28 i 29 stycznia złapano po jednym osobniku w okolicach Kraing Check w prowincji Kandal. 24 lutego i 12 marca 2009 roku złapano również po jednym osobniku w prowincji Takev; oba znajdowały się w okolicach Phnom Tamao Zoo (45 km na południe od stolicy Kambodży, Phnom Penh) i przebywały w krzewach o wysokości 3–5 m nieopodal pola ryżowego. Początkowo błędnie zidentyfikowano te osobniki jako krawczyka rdzawolicego (O. ruficeps). 29 stycznia 2012 miała miejsce obserwacja w Prek Ksach, 15 km od Phnom Penh. W czerwcu 2012 wykonano kolejne zdjęcia gatunku. Między 23 czerwca 2012 a 20 kwietnia 2013 zlokalizowano około 100 osobników w dziewięciu dodatkowych miejscach.

## Habitat
Krawczyk jasnolicy obserwowany był w nizinnych, gęstych zaroślach wiecznie zielonych o wysokości 2–6 m, niekiedy w otoczeniu traw lub drzew, na wysokości 3–25 m n.p.m. Gatunku tego nie zaobserwowano w lesie. Wszystkie miejsca występowania były obszarami zalewowymi, podmokłymi stale lub sezonowo. W podobnym habitacie spotykany jest niekiedy krawczyk ciemnoszyi (O. atrogularis).

## Morfologia
Holotyp i paratypy pochodzą z Bateay District w prowincji Kâmpóng Cham. Wśród zbadanych okazów były 3 samce i dwie samice; jeden z samców i obie samice były to osobniki pierwszoroczne. Długość dzioba wynosi 12–14,5 mm, sterówek 35,5–42 mm, a skrzydła 41–47 mm. Skok mierzy 17–19,5 mm. Masa ciała waha się między 6–8 g.
Na głowie rudocynamonowa czapeczka obecna od linii oka. Tył głowy i skrzydła szare. Policzki brudnobiałe. Broda i gardło ciemnoszare, pokryte białymi pasami. Pierś najciemniejsza u góry, pokryta szaro-białymi pasami. Spód ciała brudnobiały. Brzuch brudnobiały, boki ciemniejsze. Dziób różowawoszarawy, górna szczęka ciemniejsza. Sterówki ciemnoszare do brązowawych, z czarniawym paskiem prawie na końcu oraz białawymi obrzeżeniami na końcu. Zewnętrzna para sterówek 7 mm krótsza niż środkowa.

## Zachowanie
Z powodu gęstości zarośli krawczyk jasnolicy jest trudny w obserwacji i zwykle ujawnia obecność głosem. Widywany był w parach lub w parach z osobnikiem młodym. Przed uzyskaniem dorosłego upierzenia osobniki w szacie juwenalnej widywano zarówno pojedynczo, jak i z dwoma lub jednym dorosłym. Ptaki widywane były w trakcie przeszukiwania żywych i martwych liści krzewów, niekiedy winorośli. Nie zaobserwowano żerowania na drzewach. Zaobserwowano pożywianie się przedstawicielami (po jednym) muchówek, małym pająkiem, gąsienicą oraz przedstawicielem pasikonikowatych. Zdobycz zjadana była od razu po złapaniu. Brak informacji na temat okresu lęgowego u przedstawicieli Orthotomus; krawczyki ciemnoszyje widywane były z młodymi od lipca do wczesnego września. Brak informacji na temat gniazd i jaj u krawczyków jasnolicych.

## Status zagrożenia
Międzynarodowa Unia Ochrony Przyrody (IUCN) uznaje krawczyka jasnolicego za gatunek bliski zagrożenia (NT – near threatened) od 2016 roku, kiedy to został po raz pierwszy sklasyfikowany. Liczebność populacji nie została oszacowana, ale gatunek ten często jest najpospolitszym ptakiem w wyspecjalizowanym środowisku, jakie zamieszkuje. Trend liczebności populacji uznawany jest za spadkowy. Do zagrożeń dla gatunku zalicza się przekształcanie jego siedlisk w tereny rolnicze, zurbanizowane i akwakultury, pożary wywołane przez El Niño oraz budowa zapór wodnych na rzece Mekong i jej dopływach.